# Rapljevo
Rapljevo je naselje v Občini Dobrepolje v Struški dolini.